# Coccorchestes gressitti
Coccorchestes gressitti är en spindelart som beskrevs av Balogh 1979. Coccorchestes gressitti ingår i släktet Coccorchestes och familjen hoppspindlar. Inga underarter finns listade i Catalogue of Life.